# UGC 12158
UGC 12158 (również PGC 69533) – galaktyka spiralna z poprzeczką znajdująca się w konstelacji Pegaza w odległości około 400 milionów lat świetlnych od Ziemi.
W galaktyce tej zaobserwowano jedną supernową: SN 2004ef.